# 30 de novembro
30 de novembro é o 334.º dia do ano no calendário gregoriano (335.º em anos bissextos). Faltam 31 dias para acabar o ano.

## Eventos históricos

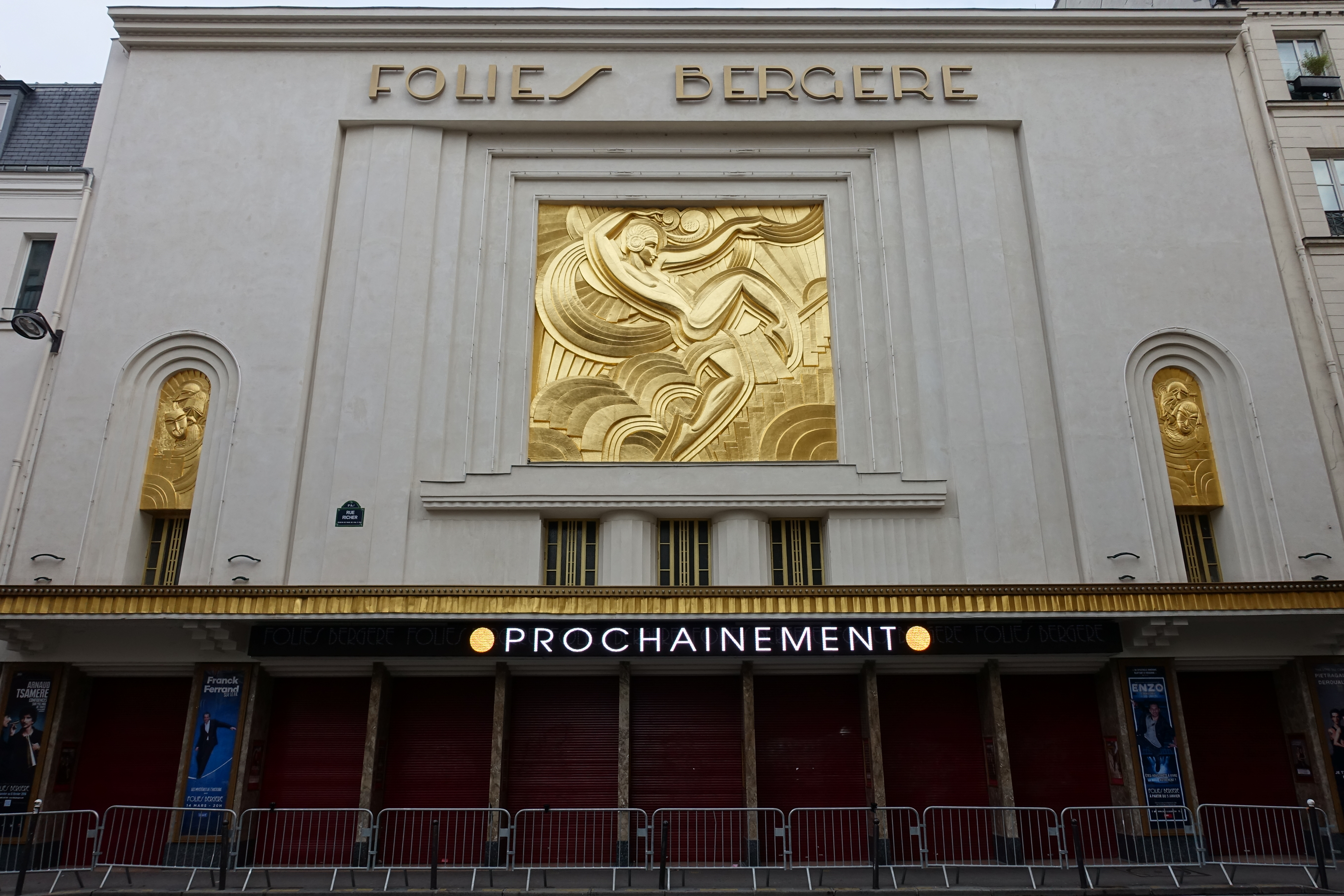
1886: O Folies Bergère

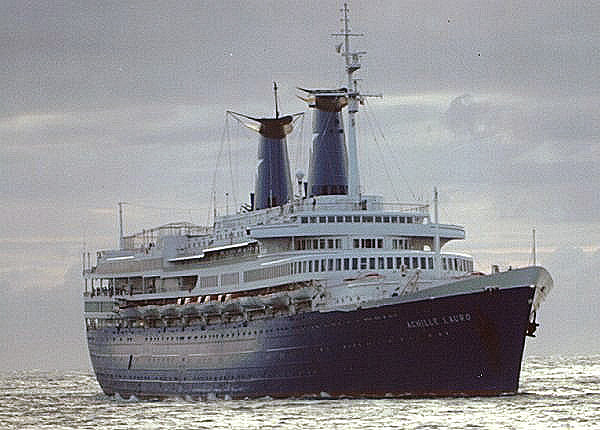
1994: O navio de cruzeiro MS Achille Lauro

- 0977 — O imperador Otão II levanta o cerco em Paris e se retira. Sua retaguarda é derrotada ao atravessar o rio Aisne por forças francas sob comando do rei Lotário.
- 1707 — Guerra da Rainha Ana: o segundo cerco de Pensacola termina com o fracasso do Império Britânico e seus aliados Creek em capturar Pensacola, na Flórida espanhola.[1]
- 1718 — Grande Guerra do Norte: O rei Carlos XII da Suécia morre durante um cerco à fortaleza de Fredriksten, na Noruega.[2]
- 1782 — Guerra de Independência dos Estados Unidos: Tratado de Paris: em Paris, representantes dos Estados Unidos e da Grã-Bretanha assinam artigos preliminares de paz (mais tarde formalizados como o Tratado de Paris de 1783).
- 1786 — O Grão-ducado da Toscana, sob o governo de Pietro Leopoldo I, torna-se o primeiro Estado moderno a abolir a pena de morte (mais tarde comemorada como o Dia das Cidades pela Vida).
- 1803
  - Em Nova Orleães, representantes espanhóis transferem oficialmente o Território da Luisiana para um representante francês. Apenas 20 dias depois, a França transfere o mesmo território para os Estados Unidos na Compra da Luisiana.
  - A Expedição Balmis começa na Espanha com o objetivo de vacinar milhões contra a varíola na América Espanhola e Filipinas.
- 1804 — O Senado dos Estados Unidos, controlado pelos democratas-republicanos, inicia um julgamento de impeachment contra o juiz federalista da Suprema Corte, Samuel Chase.
- 1807 — O exército francês, sob o comando do General Junot, ocupa Lisboa e assume a presidência do conselho de Governo.
- 1838 — Após a ocupação francesa de Veracruz, o México declara guerra à França. O conflito é conhecido como a Guerra dos Pastéis.
- 1853 — Guerra da Crimeia: Batalha de Sinop: a Marinha Imperial Russa, sob o comando de Pavel Nakhimov, destrói a frota otomana comandada pelo Paxá Osman em Sinope, um porto marítimo no norte da Turquia.
- 1864 — Guerra Civil Americana: O Exército Confederado do Tennessee sofre pesadas perdas em um ataque ao Exército da União do Ohio na Batalha de Franklin.[3]
- 1872 — A primeira partida internacional de futebol acontece em Hamilton Crescent, Glasgow, entre Escócia e Inglaterra.
- 1886 — O Folies Bergère encena seu primeiro espetáculo de revista.
- 1911 — Toma posse em Portugal o 12.º governo republicano, chefiado pelo presidente do Ministério Afonso Costa.
- 1919 — Pela primeira vez na França, as mulheres votam em eleições legislativas.
- 1920 — É nomeado em Portugal o 28.º governo republicano, chefiado pelo presidente do Ministério Liberato Pinto.
- 1922 — É nomeado em Portugal o 36.º governo republicano, chefiado pelo presidente do Ministério António Maria da Silva.
- 1930 — Inauguração de voos comerciais entre Brasil e Estados Unidos pela Pan American Airlines.
- 1936 — Em Londres, The Crystal Palace é destruído pelo fogo.
- 1939 — Guerra de Inverno: as forças soviéticas atravessam a fronteira finlandesa em vários lugares e bombardeiam Helsinque e várias outras cidades finlandesas, iniciando a guerra.
- 1940 — Segunda Guerra Mundial: Assinatura do Tratado Sino-Japonês de 1940 entre o Império do Japão e o recém-formado Governo Nacional Reorganizado liderado por Wang Jingwei da República da China. Este tratado foi considerado tão injusto para a China que foi comparado às Vinte e uma exigências.[4]
- 1941 — O Holocausto: os Einsatzgruppen reúnem 11 000 judeus do Gueto de Riga e os matam no massacre de Rumbula.[5]
- 1942 — Segunda Guerra Mundial: Batalha de Tassafaronga: Um esquadrão menor de contratorpedeiros da Marinha Imperial Japonesa liderado por Raizō Tanaka derrota uma força de cruzadores da Marinha dos EUA.
- 1947 — Começa a guerra civil entre árabes e imigrantes judeus sionistas na Palestina mandatária.
- 1950 — Harry Truman, presidente dos Estados Unidos, anuncia que seu país pode utilizar a bomba atômica no conflito da Coreia.
- 1953 — Mutesa II, o cabaca (rei) de Buganda é deposto e exilado para Londres por Sir Andrew Cohen, governador do Protetorado de Uganda.
- 1958 — Após 93 anos no poder, o Partido Colorado perde as eleições legislativas no Uruguai, vencidas pelo Partido Blanco.
- 1961 — A União Soviética veta o direito do Kuwait de se tornar membro das Nações Unidas.
- 1964
  - A URSS lança a nave espacial Sonda II.
  - O Presidente do Brasil, Castelo Branco, promulga o Estatuto da Terra, uma lei que regula direitos e obrigações relacionadas aos bens imóveis rurais.
- 1966 — Barbados, um Estado insular localizado dentro das Pequenas Antilhas, torna-se independente do Reino Unido.
- 1967
  - O Iêmen do Sul torna-se independente do Reino Unido.
  - O Partido Popular do Paquistão é fundado por Zulfikar Ali Bhutto, que se torna seu primeiro presidente.
- 1971 — O Irã apodera-se das Grande e Pequena Tunb pertencentes aos Emirados Árabes Unidos.
- 1979 — Novembrada, grande manifestação popular durante os anos de chumbo do Regime Militar implantado em 1964 no Brasil, ocorrida no movimentado centro de Florianópolis.
- 1981 — Guerra Fria: Os Estados Unidos e a União Soviética começam a negociar em Genebra, na Suíça, um acordo para reduzir o número de armas nucleares na Europa.[6]
- 1982 — É lançado o sexto álbum de estúdio solo de Michael Jackson, Thriller, que se tornaria o álbum mais vendido da história.
- 1983 — A criação do Estado de Tocantins é aprovada pela Câmara.
- 1986 — Ocorre o Sismo de João Câmara de 1986, com magnitude de 5,1, em João Câmara, Rio Grande do Norte.
- 1994 — O navio de cruzeiro MS Achille Lauro pega fogo na costa da Somália.
- 1995 — Fim oficial da Guerra do Golfo.
- 1997 — Israel anuncia a retirada parcial da Cisjordânia, após 30 anos de ocupação.
- 1999 — Em Seattle, Estados Unidos, manifestações contra um encontro da Organização Mundial do Comércio por manifestantes antiglobalização pegam a polícia despreparada e forçam o cancelamento das cerimônias de abertura.
- 1999 — Exxon e Mobil assinam um acordo de US$ 73,7 bilhões, assim criando a ExxonMobil.
- 2000 — A NASA lança a missão STS-97, a 101.ª missão do Ônibus Espacial.
- 2004 — O Presidente da República Portuguesa, Jorge Sampaio, anuncia a decisão de dissolver a Assembleia da República e como consequência o governo em funções.
- 2005 — John Sentamu se torna o primeiro arcebispo negro da Igreja Anglicana com sua entronização como o 97º Arcebispo de Iorque, o segundo cargo mais importante desta igreja, abaixo do Arcebispo de Cantuária. A Comunhão Anglicana é a terceira maior comunhão cristã, ficando abaixo da Igreja Católica e da Igreja Ortodoxa no número de fiéis.
- 2006 — A Wikipédia lusófona completa 200 mil artigos criados.
- 2007 — Bolsa de Mercadorias e Futuros (BM&F) do Brasil torna seu capital aberto. A procura por seus papéis foi recorde, com cerca de 284 000 interessados.
- 2021 — Barbados se torna uma república nesta data, em seu 55º aniversário de independência.

## Nascimentos

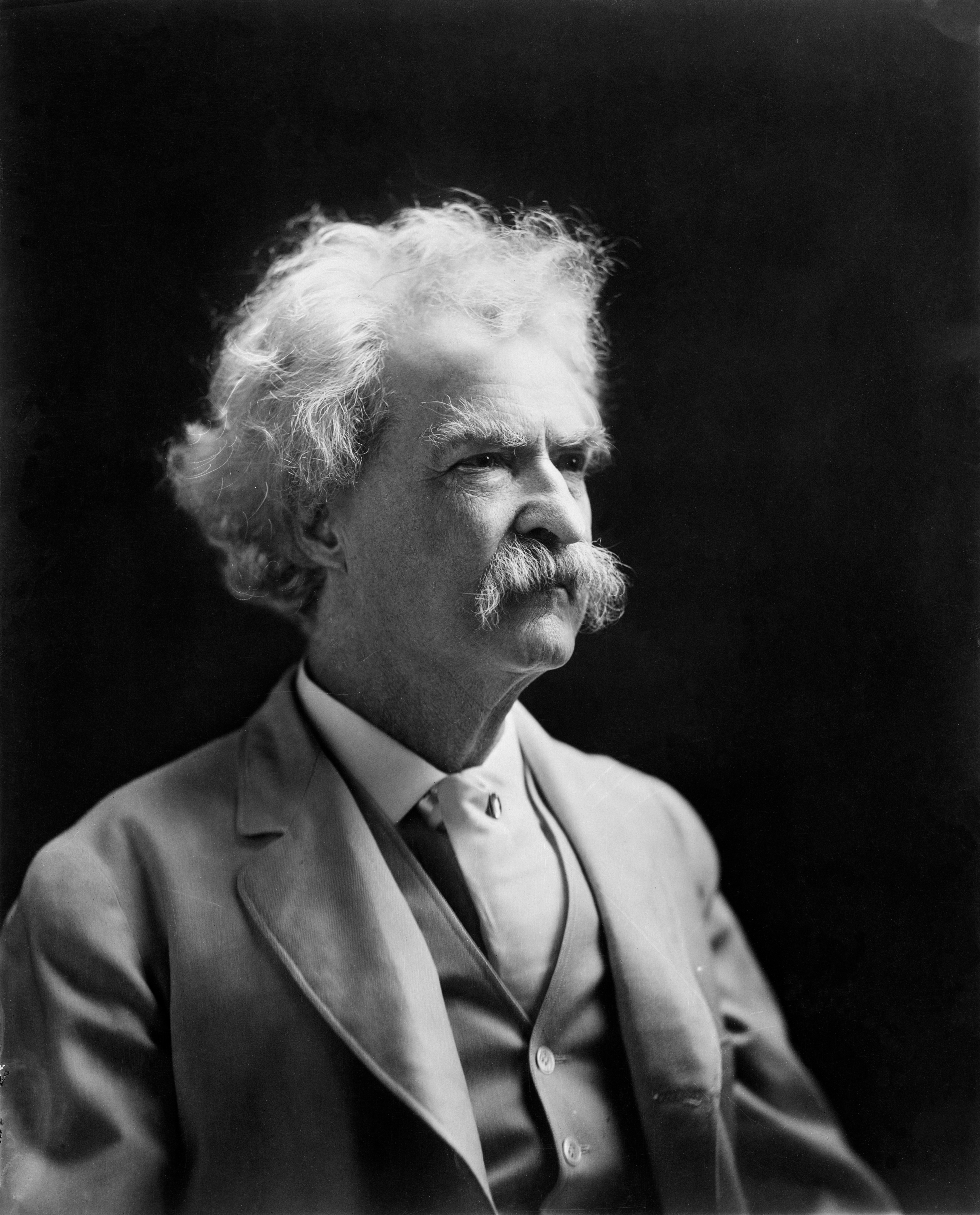
Mark Twain

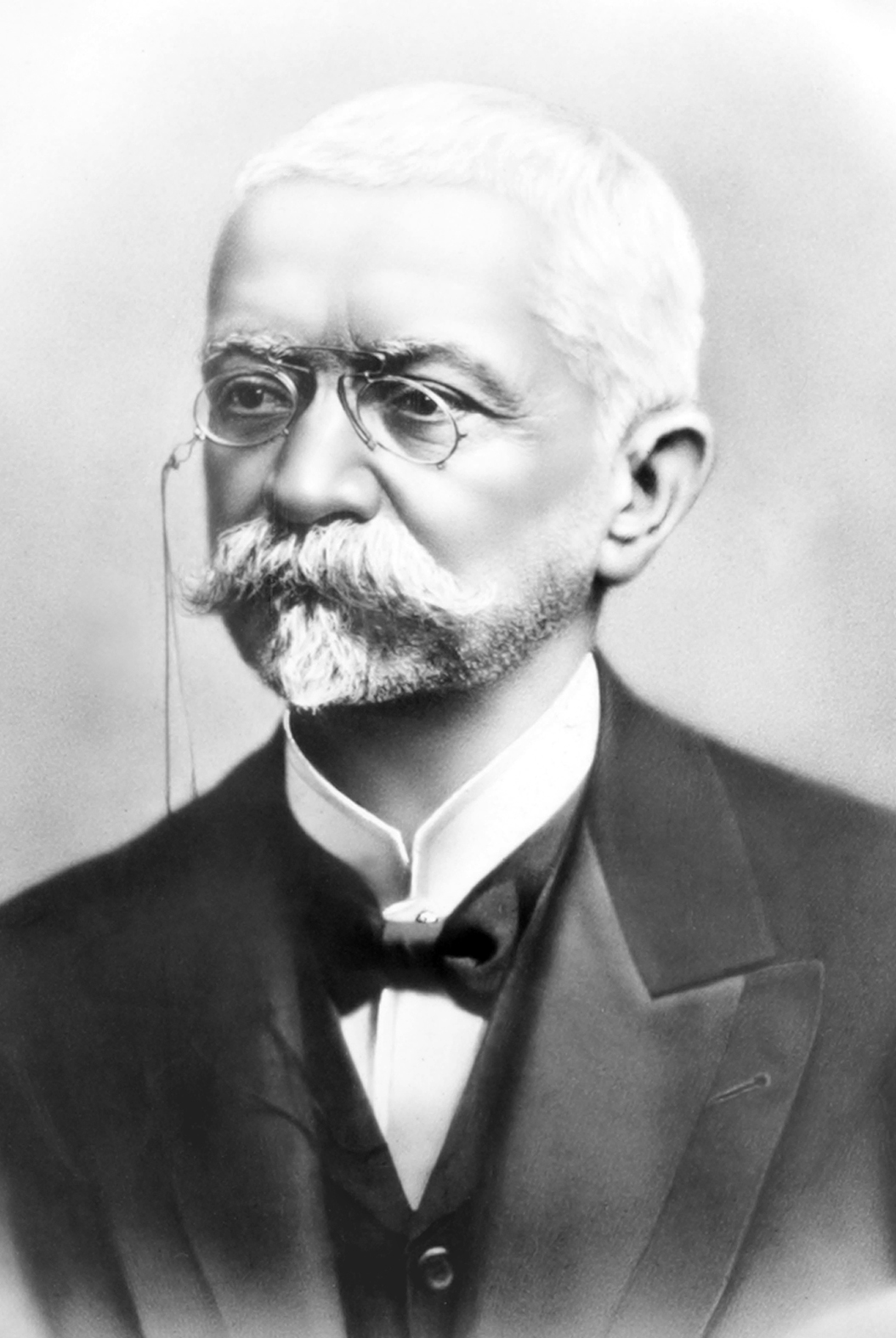
Afonso Pena

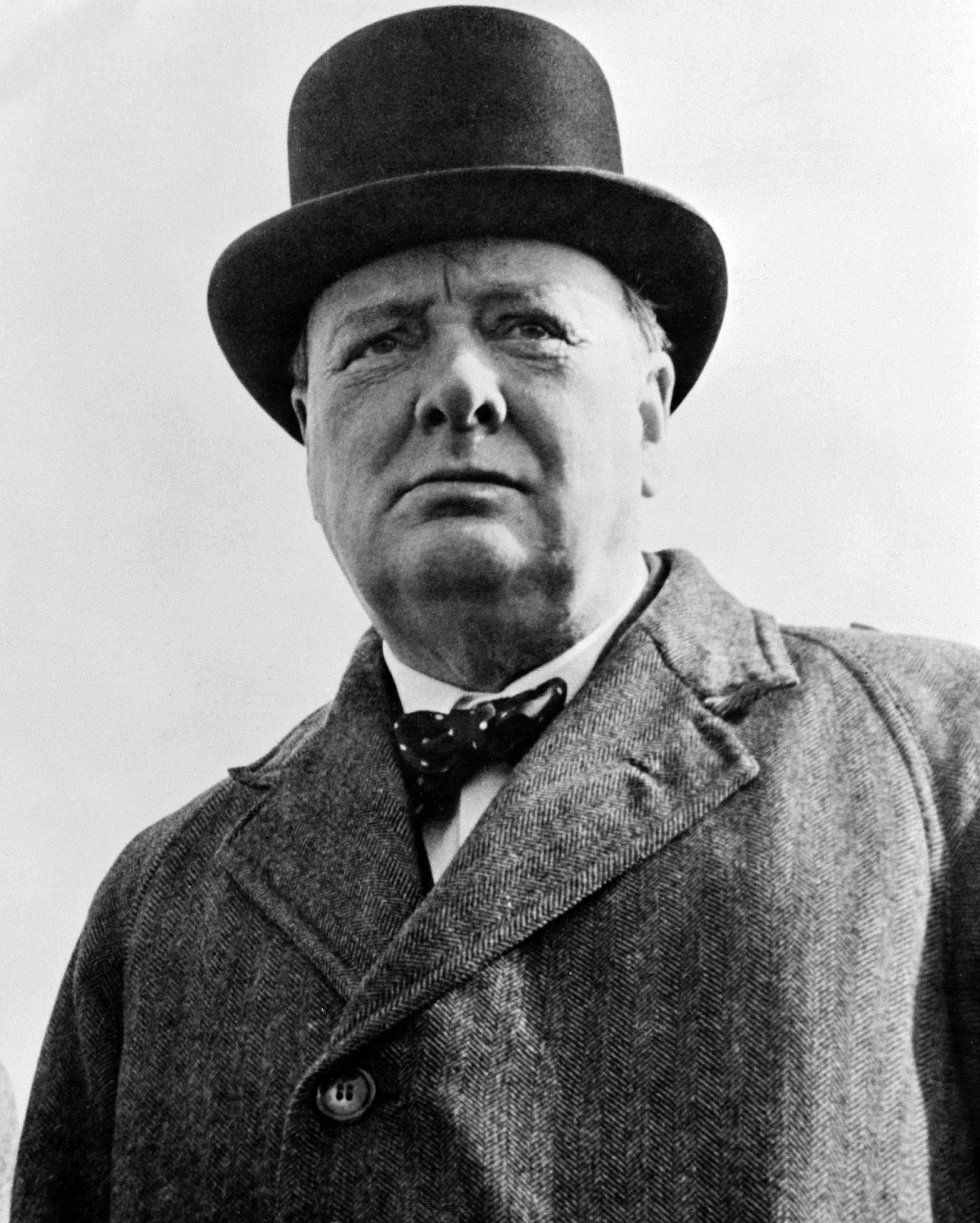
Winston Churchill

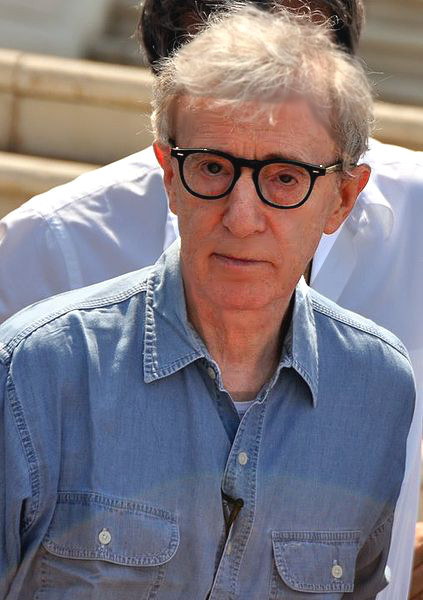
Woody Allen

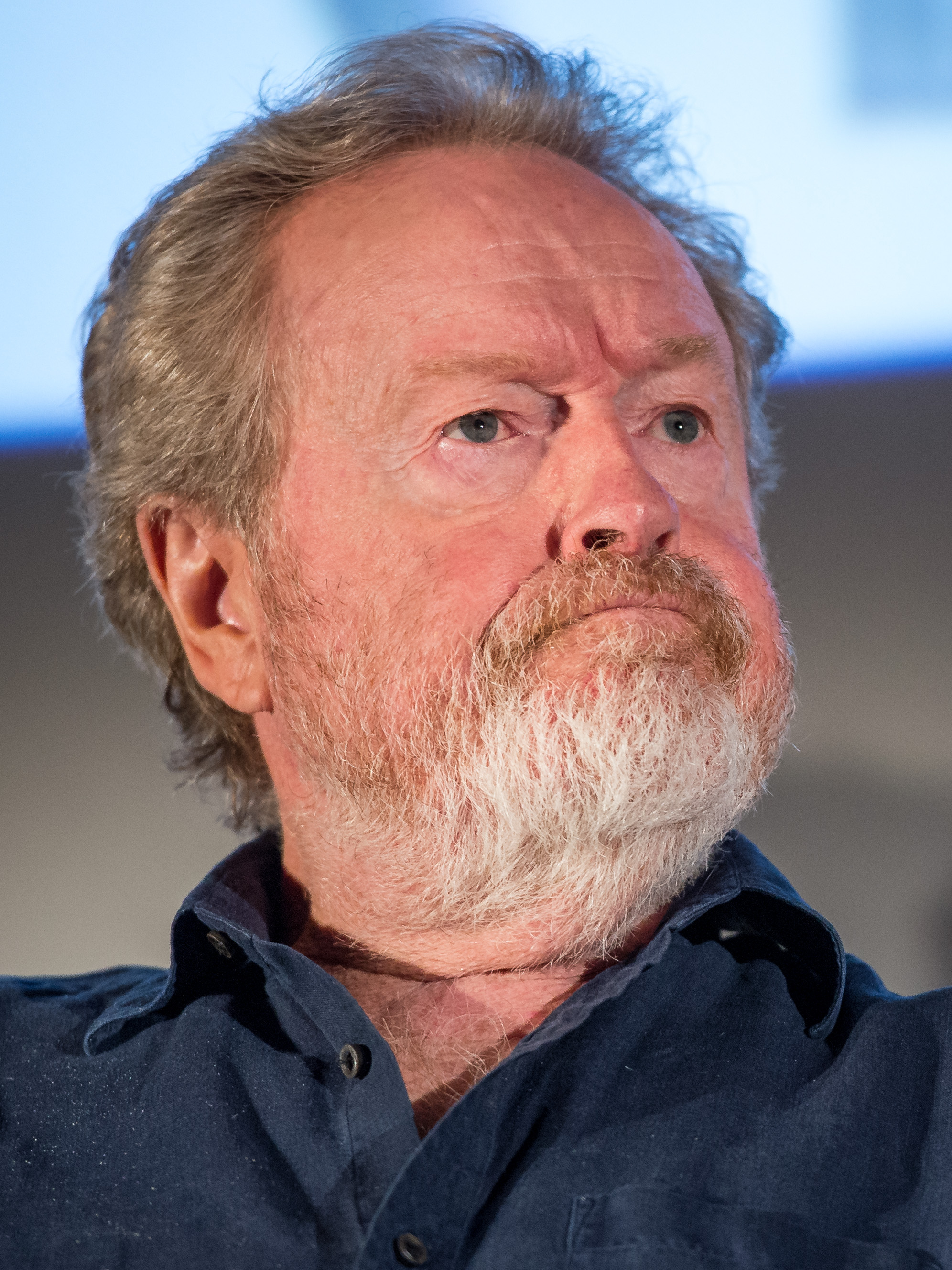
Ridley Scott

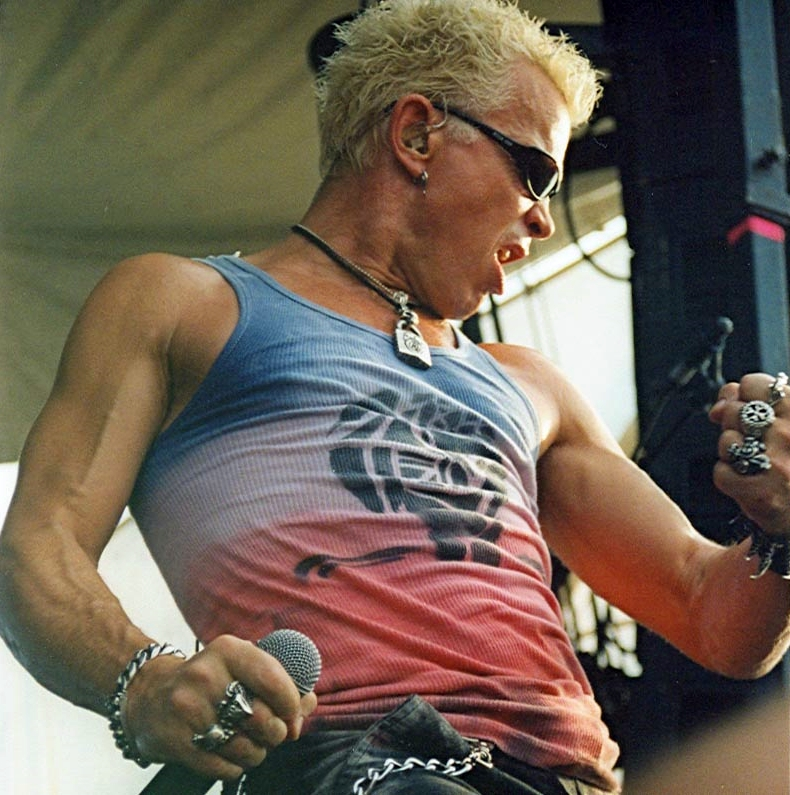
Billy Idol

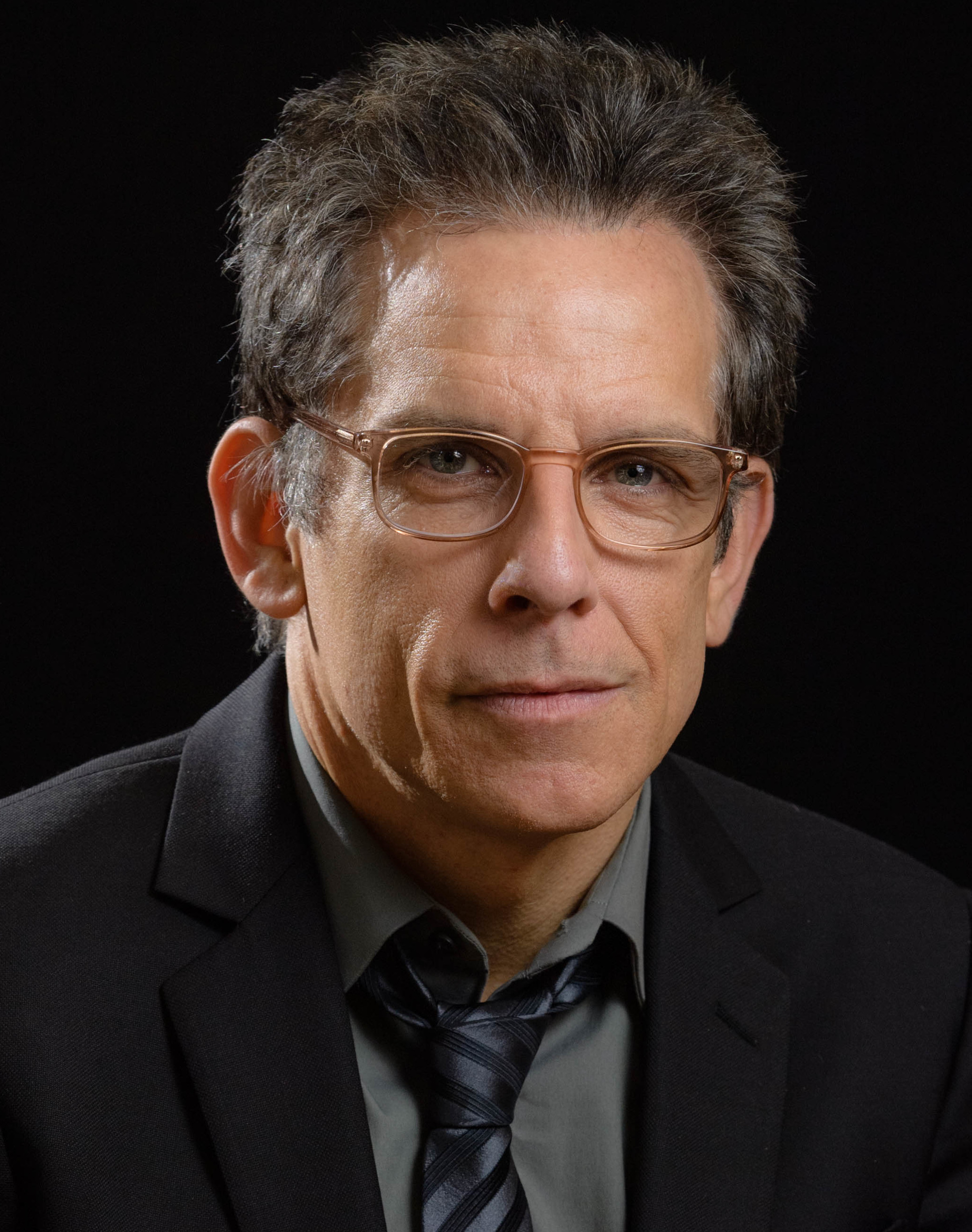
Ben Stiller

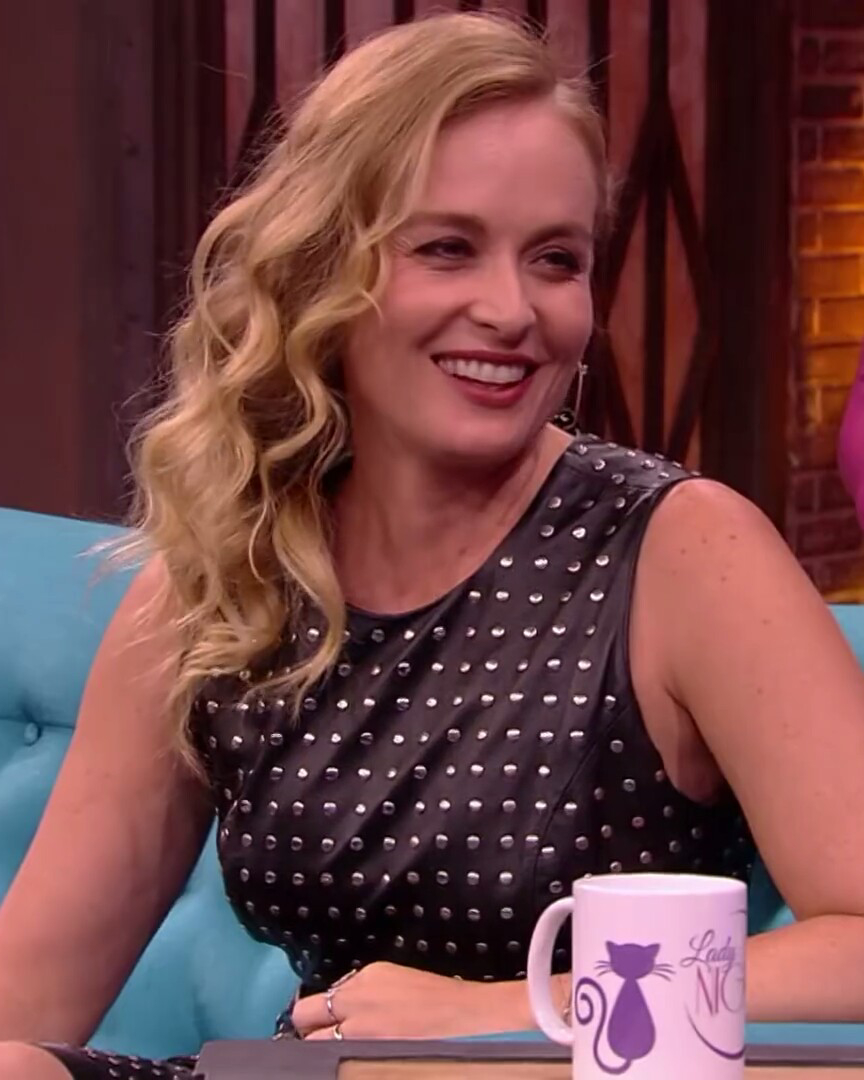
Angélica

### Anteriores ao século XIX
- 0539 — Gregório de Tours, religioso e santo católico francês (m. 594).
- 1340 — João, Duque de Berry (m. 1416).
- 1508 — Andrea Palladio, arquiteto italiano (m. 1580).
- 1637 — Louis-Sébastien Le Nain de Tillemont, historiador e escritor francês (m. 1698).
- 1667 — Jonathan Swift, escritor irlandês (m. 1745).
- 1699 — Cristiano VI da Dinamarca (m. 1746).
- 1719 — Augusta de Saxe-Gota (m. 1772).
- 1723 — William Livingston, político estadunidense (m. 1790).
- 1752 — André da Silva Gomes, compositor luso—brasileiro (m. 1844).
- 1756 — Ernst Chladni, físico alemão (m. 1827).

### Século XIX e XXI
- 1805 — Georges François Reuter, naturalista francês (m. 1872).
- 1810 — Oliver Winchester, empresário e político estadunidense (m. 1880).
- 1813
  - Charles-Valentin Alkan, compositor francês (m. 1888).
  - Louise-Victorine Ackermann, poetisa francesa (m. 1890).
- 1817 — Theodor Mommsen, historiador e jurista alemão (m. 1903).
- 1821 — Friedrich Alexander Buhse, botânico letão (m. 1898).
- 1825 — William-Adolphe Bouguereau, pintor francês (m. 1905).
- 1835 — Mark Twain, escritor estadunidense (m. 1910).
- 1838 — Heinrich Carl Haussknecht, farmacêutico, botânico e explorador alemão (m. 1903).
- 1846 — Luiz Vianna, magistrado e político brasileiro (m. 1920).
- 1847 — Afonso Pena, advogado e político brasileiro, 6.° presidente do Brasil (m. 1909).
- 1857 — Sampaio Bruno, filósofo, escritor e ensaísta português (m. 1915).
- 1863 — Andrés Bonifácio, líder revolucionário filipino (m. 1897).
- 1867 — Henri-Gabriel Ibels, pintor, gravador e escritor francês (m. 1936).
- 1869
  - Nils Gustaf Dalén, físico sueco (m. 1937).
  - Konstantin Somov, pintor russo (m. 1939).
- 1870 — Henriqueta da Bélgica, duquesa de Vendôme (m. 1948).
- 1872 — Richard Röstel, ginasta alemão (m. ?).
- 1874
  - Winston Churchill, estadista britânico (m. 1965).
  - Friedrich Hasenöhrl, físico e matemático austríaco (m. 1915).
  - Lucy Maud Montgomery, escritora canadense (m. 1942).
- 1878 — Nikolaos Andriakopoulos, ginasta grego (m. 1896).
- 1882 — Edouard Mény de Marangue, tenista francês (m. 1960).
- 1883 — Gustav Suits, poeta estoniano (m. 1956).
- 1885
  - Albert Kesselring, militar alemão (m. 1960).
  - Charles West, ator estadunidense (m. 1943).
- 1888 — Ralph Hartley, engenheiro estadunidense (m. 1970).
- 1889 — Edgar Adrian, médico britânico (m. 1977).

### Século XX

#### 1901—1950
- 1901 — Jacqueline Logan, atriz norte-americana (m. 1983).
- 1906 — Andrés Henestrosa, escritor mexicano (m. 2008).
- 1907 — Jacques Barzun, historiador francês (m. 2012).
- 1909 — Robert Nighthawk, músico norte-americano (m. 1967).
- 1910 — Jean Fievez, futebolista belga (m. 1997).
- 1912 — Gordon Parks, cineasta, roteirista, ator e músico estadunidense (m. 2006).
- 1913 — Andrés Gómez, jogador de basquete mexicano (m. 1991).
- 1915 — Henry Taube, químico canadense (m. 2005).
- 1916 — Armand Putzeyse, ciclista belga (m. 2003).
- 1920
  - Voldemar Panso, cenógrafo, ator e teatrólogo estoniano (m. 1977).
  - Virginia Mayo, atriz norte-americana (m. 2005).
- 1921 — José Ornellas, político brasileiro (m. 2025).
- 1922 — Graham Crowden, ator britânico (m. 2010).
- 1924 — Efim Fradkin, físico teórico bielorrusso (m. 1999).
- 1926
  - Richard Crenna, ator, diretor e produtor de cinema norte-americano (m. 2003).
  - Andrzej Schally, médico polonês (m. 2024).
- 1927 — Robert Guillaume, ator estadunidense (m. 2017).
- 1929
  - Hildor Arnold Barton, historiador norte-americano (m. 2016).
  - Dick Clark, apresentador e empresário norte-americano (m. 2012).
- 1931 — Vital João Geraldo Wilderink, bispo neerlando-brasileiro (m. 2014).
- 1932
  - Pál Berendi, futebolista húngaro (m. 2019).
  - Jos Hoevenaers, ciclista belga (m. 1995).
- 1933 — Tsai Chin, atriz, escritora e roteirista chinesa.
- 1934
  - Luiza Erundina, política brasileira.
  - Lansana Conté, político e militar guineano (m. 2008).
- 1935
  - Boni, produtor de televisão brasileiro.
  - Trevor Blokdyk, automobilista sul-africano (m. 1995).
  - Woody Allen, cineasta e ator norte-americano.
- 1936 — Knud Enemark Jensen, ciclista dinamarquês (m. 1960).
- 1937
  - Ridley Scott, realizador e produtor de filmes britânico.
  - Miúcha, cantora e compositora brasileira (m. 2018).
  - Luther Ingram, cantor e compositor estadunidense (m. 2007).
  - Sean Dunphy, cantor irlandês (m. 2011).
- 1938 — Leonardo, cantor, compositor e músico nativista brasileiro (m. 2010).
- 1940 — Moacyr José Vitti, arcebispo católico brasileiro (m. 2014).
- 1941
  - Ali Hassan al-Majid, político iraquiano (m. 2010).
  - Na Moon-hee, atriz sul-coreana.
- 1943
  - Gerson King Combo, cantor e compositor brasileiro (m. 2020).
  - Ulay, artista performático e fotógrafo alemão (m. 2020).
- 1944 — Houmane Jarir, futebolista marroquino (m. 2018).
- 1945
  - Roger Glover, músico, compositor e produtor musical britânico.
  - Radu Lupu, pianista romeno-suíço (m. 2022).
  - Mohammed Hazzaz, futebolista marroquino (m. 2018).
- 1946 — Marina Abramović, artista visual e performer sérvia.
- 1947
  - Jude Ciccolella, ator estadunidense.
  - Moses Nagamootoo, político guianês.
  - Raimundo Varela, jornalista e político brasileiro (m. 2023).
- 1948 — Hans Moravec, cientista da computação canadense.
- 1950 — Eduardo Amorim, ex-futebolista e treinador de futebol brasileiro.

#### 1951—2002
- 1951 — Peter Pau, diretor de fotografia chinês.
- 1952
  - Mandy Patinkin, ator norte-americano.
  - Semyon Bychkov, maestro russo-americano.
  - Dick Schoenaker, ex-futebolista neerlandês.
- 1953 — Shuggie Otis, cantor e compositor americano.
- 1954
  - Ramón Maradiaga, ex-futebolista e treinador de futebol hondurenho.
  - Romero Jucá, político, empresário e economista brasileiro.
- 1955
  - Muricy Ramalho, ex-futebolista, treinador de futebol e dirigente esportivo brasileiro.
  - Deborra-Lee Furness, atriz, diretora e produtora de cinema australiana.
  - Billy Idol, músico britânico.
- 1956 — Iain Softley, diretor de cinema britânico.
- 1957
  - Richard Barbieri, músico britânico.
  - Celso Roth, treinador de futebol brasileiro.
- 1958 — Michel Bibard, ex-futebolista francês.
- 1959 — Sylvia Hanika, ex-tenista alemã.
- 1960
  - Gary Lineker, ex-futebolista e apresentador de televisão britânico.
  - Hiam Abbass, atriz e cineasta israelense.
  - Jean-Louis Zanon, ex-futebolista francês.
- 1961 — João Cabral, ator português.
- 1962
  - Aleksandr Borodyuk, ex-futebolista e treinador de futebol russo.
  - Daniel Minahan, cineasta e roteirista estadunidense.
- 1963 — Gianfranco Rosi, cineasta italiano.
- 1964 — Luiz Henrique Mandetta, médico e político brasileiro.
- 1965
  - Aldair, ex-futebolista brasileiro.
  - Ben Stiller, ator norte-americano.
  - Fumihito, Príncipe Akishino.
- 1966
  - Jairo Bouer, médico, educador e apresentador de televisão brasileiro.
  - Mika Salo, ex-automobilista finlandês.
  - Kim Kielsen, político groenlandês.
  - David Berkoff, ex-nadador estadunidense.
- 1968
  - Carlos Latuff, cartunista e ativista político brasileiro.
  - Des'ree, cantora britânica.
  - Rica Matsumoto, atriz, dubladora e cantora japonesa.
  - Laurent Jalabert, ex-ciclista francês.
- 1969 — Marc Goossens, automobilista belga.
- 1970
  - Yayuk Basuki, ex-tenista indonésia.
  - Perrey Reeves, atriz estadunidense.
- 1971
  - Yolanda Soares, cantora e compositora portuguesa.
  - Nelson Marchezan Júnior, político brasileiro.
- 1972
  - Abel Xavier, ex-futebolista e treinador de futebol português.
  - Cláudio Lins, ator e cantor brasileiro.
  - Stanislav Kitto, ex-futebolista estoniano.
  - Sébastien Migné, ex-futebolista e treinador de futebol francês.
- 1973
  - Angélica, apresentadora de televisão e atriz brasileira.
  - Jason Reso, wrestler canadense.
  - Patrícia Perrone, atriz brasileira.
  - Christian, lutador e ator canadense.
- 1974
  - Augustine Ahinful, ex-futebolista ganês.
  - Arnaud Vincent, motociclista francês.
- 1975
  - Gonzalo Martínez, ex-futebolista colombiano.
  - Mehrdad Minavand, futebolista iraniano (m. 2021).
  - Rosey Fletcher, ex-snowboarder norte-americana.
  - Davi Sacer, cantor brasileiro.
  - Mindy McCready, cantora norte-americana (m. 2013).
- 1976
  - Carla Chambel, atriz e dubladora portuguesa.
  - Gail Miller, jogadora de polo aquático australiana.
- 1977
  - Patacas, ex-futebolista português.
  - Olivier Schoenfelder, patinador artístico francês.
  - Nelsan Ellis, ator e dramaturgo norte-americano (m. 2017).
  - Iván Guerrero, ex-futebolista hondurenho.
- 1978
  - Gael García Bernal, ator, produtor e diretor mexicano.
  - Anderson Santos, ex-futebolista brasileiro.
  - Pierrick Fédrigo, ex-ciclista francês.
- 1979
  - Chris Atkinson, automobilista australiano.
  - Andrés Nocioni, ex-jogador de basquete argentino.
  - Janício Martins, ex-futebolista cabo-verdiano.
  - Diego Klattenhoff, ator canadense.
- 1980 — Leonor Seixas, atriz portuguesa.
- 1981
  - Pedro Oliveira, ex-futebolista português.
  - Edu, ex-futebolista brasileiro.
  - Maya Zapata, atriz mexicana.
  - Elroy Smith, futebolista belizenho.
  - Billy Lush, ator norte-americano.
  - Otto Fredrikson, ex-futebolista finlandês.
  - Marcio Richardes, ex-futebolista brasileiro.
- 1982
  - Elisha Cuthbert, atriz canadense.
  - Diego Nunes, lutador brasileiro de artes marciais mistas.
- 1983
  - Paolo de la Haza, futebolista peruano.
- 1984 — Nigel de Jong, ex-futebolista neerlandês.
- 1985
  - Kaley Cuoco, atriz e modelo norte-americana.
  - Chrissy Teigen, modelo estadunidense.
- 1986
  - Salvatore Bocchetti, ex-futebolista italiano.
  - Nadir Manuel, jogadora de basquete angolana.
  - Julia Reda, política alemã.
- 1987
  - Dougie Poynter, baixista britânico.
  - Max Gradel, futebolista marfinense.
  - Naomi, lutadora profissional americana.
  - Daniel Noboa, empresário e político equatoriano.
- 1988 — Phillip Hughes, jogador de críquete australiano (m. 2014).
- 1989
  - Vladimír Weiss, futebolista eslovaco.
  - Adelaide Clemens, atriz australiana.
  - Iñigo Cervantes, tenista espanhol.
- 1990
  - Magnus Carlsen, enxadrista norueguês.
  - Miiko Albornoz, futebolista chileno-sueco.
  - Jesús Ezquerra, ciclista espanhol.
  - Eleftherios Petrounias, ginasta grego.
- 1992 — Régis Augusto Salmazzo, futebolista brasileiro.
- 1993
  - Tom Blomqvist, automobilista britânico.
  - Mia Goth, atriz e modelo britânica.
- 1994 — Roy Nissany, automobilista israelense.
- 1995
  - Victoria Duval, tenista norte-americana.
  - Bryan Angulo, futebolista equatoriano.
  - Denis Myšák, canoísta eslovaco.
- 1997 — Liu Huixia, saltadora chinesa.
- 1998 — Ryan Grantham, ator canadense.
- 2000 — Lieke Rogge, jogadora de polo aquático neerlandesa.

### Século XXI
- 2001 — Nour Ardakani, cantora e dançarina libanesa.
- 2002
  - Carlos Alcaraz, futebolista argentino.
  - Laura Krystine, atriz e dançarina norte-americana.

## Mortes

### Anteriores ao século XIX
- 1016 — Edmundo II de Inglaterra (n. 989).
- 1675 — Cecilius Calvert, colonizador inglês (n. 1605).
- 1731 — Brook Taylor, matemático britânico (n. 1685).

### Século XIX
- 1830 — Papa Pio VIII (n. 1761).
- 1900 — Oscar Wilde, escritor irlandês (n. 1854).

### Século XX
- 1915 — Alfredo César de Andrade, pintor português (n. 1839)
- 1935 — Fernando Pessoa, poeta português (n. 1888).
- 1942 — Buck Jones, ator estadunidense (n. 1891).
- 1980 — Cartola, compositor brasileiro (n. 1908).
- 1987 — Cristiano Cordeiro, político brasileiro (n. 1895).
- 1991 — Heráclito Fontoura Sobral Pinto, jurista brasileiro (n. 1893).
- 1992 — Augusto César Vannucci, produtor, diretor e ator brasileiro (n. 1934).
- 1997 — Bernardo Élis, escritor brasileiro (n. 1915).
- 1998 — Simon Nkoli, ativista sul-africano (n. 1957).
- 2000 — Ansumane Mané, militar e político guineense (n. 1940).

### Século XXI
- 2001 — Ademar Miranda Júnior, futebolista brasileiro (n. 1941).
- 2002 — Riad Salamuni, geólogo brasileiro (n. 1927).
- 2003
  - António Jesus Correia, futebolista e hoquista português (n. 1924).
  - Earl Bellamy, cineasta norte-americano (n. 1917).
- 2007 — François-Xavier Ortoli, político francês (n. 1925).
- 2009 — Paul Naschy, ator, roteirista e diretor de cinema espanhol (n. 1934).
- 2010 — Peter Hofmann, cantor de ópera alemão (n. 1944).
- 2013
  - João Araújo, empresário brasileiro (n. 1935).
  - Paul Walker, ator norte-americano (n. 1973).
- 2014 — João Marcos Fantinatti, escritor brasileiro (n. 1954).
- 2017
  - Jim Nabors, ator, cantor e comediante americano (n. 1930).
  - Zé Pedro, guitarrista português (n. 1956).
- 2018 — George H. W. Bush, político americano, 41.º Presidente dos Estados Unidos (n. 1924).
- 2022
  - Christine McVie, cantora britânica (n. 1943).
  - Jiang Zemin, político chinês, 5.º Presidente da China (n. 1926)

## Feriados e eventos cíclicos

### Brasil
- Feriado municipal em Cosmópolis, São Paulo
- Dia da Amizade Brasil-Argentina
- Dia do Síndico
- Dia do Teólogo
- Dia Nacional do Evangélico
- Dia do Estatuto da Terra
- Aniversário da cidade de Franco da Rocha - São Paulo
- Aniversário da cidade de Paulo de Faria - São Paulo
- Aniversário da cidade de Guapiaçu - São Paulo
- Aniversário da cidade de Álvares Machado - São Paulo
- Aniversário da cidade de Mortugaba - Bahia
- Aniversário da cidade de Miracatu - São Paulo

### Portugal
- Feriado municipal em Mesão Frio
- Festa de Santo André na Póvoa de Varzim

### Cristianismo
- André, o Apóstolo
- Galgano Guidotti
- Troiano de Saintes
- Tudual de Tréguier

## Outros calendários
- No calendário romano era o dia de véspera das calendas de dezembro.
- No calendário litúrgico tem a letra dominical E para o dia da semana.
- No calendário gregoriano a epacta do dia é xxi.